# Vietnams riksvapen
I Vietnams riksvapen är kransen av ris och representerar landets viktigaste jordbruksprodukt och kugghjulet står för industrialiseringen.